# Šáchor
Šáchor (Cyperus) je rod jednoděložných rostlin z čeledi šáchorovité (Cyperaceae). Tento článek pojednává o rodu šáchor v širším pojetí (Cyperus s.l.). Někteří autoři (např. Dostál 1989) z něho vydělují ještě další menší rody, např. šáchorek (Pycreus Beauv.), šáchoreček (Acorellus Palla in Haller et Brand), trojřadka (Dichostylis Beauv.) zelenošáchor (Chlorocyperus Rikli) atd.

## Popis
Jedná se o jednoleté až vytrvalé trsnaté nebo netrsnaté byliny, často s oddenky či výběžky, vzácněji i s hlízami. Jsou jednodomé, převážně s oboupohlavnými květy, vzácně jsou některé květy jednopohlavné. Lodyhy jsou trojhranné nebo oblé. Listy jsou většinou jen na bázi, jsou jednoduché, přisedlé, s listovými pochvami. Čepele jsou čárkovité, ploché či žlábkovité, naspodu kýlnaté, žilnatina je souběžná, jazýček chybí. Květy jsou v květenstvích, v dvouřadě uspořádaných kláscích. Klásky skládají další složená vrcholová nebo zdánlivě boční květenství, zpravidla různě uspořádané kružele, vzácně je klásek jen jediný. V květenství jsou listeny, spodní je nejdelší a vzácněji napodobuje pokračování stonku, potom se zdá květenství zdánlivě boční. Květy vyrůstají z paždí plev. Okvětí chybí. Tyčinky jsou 1–3, jsou volné. Gyneceum je složeno ze 2–3, plodolistů, je synkarpní, blizny jsou 2 nebo 3, semeník je svrchní. Plodem je nažka, která je bikonvexní nebo trojhranná.

## Rozšíření vesvětě
Je známo asi 600 druhů (při širším pojetí rodu), které jsou rozšířeny často v tropech a subtropech, ale i v mírném pásu celého světa. Do rodu šáchor patří i papyrus (Cyperus papyrus). Také sem patří šáchor jedlý (Cyperus edulis), který se pěstuje pro jedlé hlízky (v ČR však jen výjimečně), které se nazývají zemské mandle, čufa nebo gomi.

## Rozšíření v Česku
V ČR jsou původní 3 druhy. Všechny rostou na obnažených dnech rybníků a jiných vodních nádrží či nádržek. Zdaleka nejběžnější je šáchor hnědý (Cyperus fuscus). Mnohem vzácnější a kriticky ohrožený (C1) je šáchor žlutavý neboli šáchorek žlutavý (Cyperus flavescens, syn.: Pycreus flavescens). Kriticky ohrožený (C1) je také šáchor Micheliův neboli trojřadka Micheliova (Cyperus michelianus, syn.: Dichostylis micheliana). Další (v ČR nepůvodní) druhy byly zaznamenány jen jako výjimečně zavlečené či zplanělé. např.: šáchor hlíznatý (Cyperus rotundus), šáchor miličkový (Cyperus eragrostis), šáchor klubkatý (Cyperus glomeratus), šáchor jedlý (Cyperus esculentus).

## Seznam druhů
Jedná se o poměrně rozsáhlý rod, dělící se do více podrodů a sekcí. V tomto seznamu jsou uvedeny jen druhy, které jsou domácí v Evropě nebo se v Evropě vyskytují alespoň adventivně. Více druhů je uvedeno v článku Seznam druhů rodu Cyperus.
- Cyperus alternifolius – Evropa
- Cyperus auricomus – adventivně Španělsko
- Cyperus brevifolius – adventivně Portugalsko, Azory
- Cyperus capitatus – jižní Evropa
- Cyperus congestus – adventivně Portugalsko
- Cyperus difformis – jižní Evropa
- Cyperus eragrostis – adventivně jižní Evropa
- Cyperus esculentus – jižní Evropa
- Cyperus flavescens – Evropa
- Cyperus flavidus – jižní Evropa
- Cyperus fuscus – Evropa
- Cyperus glaber – jižní Evropa
- Cyperus glomeratus – jižní Evropa
- Cyperus hamulosus – JV Evropa
- Cyperus involucratus – adventivně Portugalsko, Azory
- Cyperus laevigatus – jižní Evropa
- Cyperus longus – jižní Evropa
- Cyperus michelianus – jižní a střední Evropa
- Cyperus mundtii – Španělsko
- Cyperus ovularis – adventivně Azory
- Cyperus pannonicus – jižní a střední Evropa
- Cyperus papyrus – adventivně Sicílie
- Cyperus polystachyos – adventivně Itálie
- Cyperus rotundus – jižní Evropa
- Cyperus serotinus – jižní Evropa
- Cyperus squarrosus – adventivně Itálie
- Cyperus strigosus – adventivně Itálie